# Вид (биология)
Вижте пояснителната страница за други значения на Вид.
Видът (на латински: species) е една от основните единици (първични рангове) в класификацията на организмите. Видът е също така и основният ранг в йерархията на таксоните. Видът е група от индивиди, които при размножаване дават плодовито поколение. В разширено значение се включват и критерии като притежание на сходна ДНК, общи морфологични белези или екологични ниши.
Всеки вид принадлежи на един-единствен род. Научното наименование на един вид на латински винаги има две части – първата указва родовата принадлежност, а втората самият вид. Така например лъвът (Panthera leo) е вид от род Пантери. Род Пантери включва още три вида – тигър (Panthera tigris), леопард (Panthera pardus) и ягуар (Panthera onca).
Организмите от един вид притежават еквивалентност по отношение на много фактори. Критериите, на които два организма трябва да отговарят, за да бъдат определени като представители на един и същи вид, са:
- морфологичен – взимат се под внимание формата, размерите и окраската на тялото.
- имунологичен – визират се начините на действие на имунната система, определя се тъканната съвместимост.
- физиологичен – организмите трябва да имат аналогично протичащи жизнени процеси.
- екологичен – екологичните им изисквания са сходни, почти еднакви.
- географски – ареалът на тези индивиди съвпада.
- еволюционен – проследява се филогенезата на организмите.
- етологичен – наблюдават се поведенческите реакции на индивидите.
- генетичен – организмите трябва да имат еднакъв кариотип.
- биохимичен – основава се на сходствата в строежа на белтъците.

## Популярни имена и видове
Популярните имена на растителни и животински таксони понякога отговарят на съответните видове: например „лъв“, „морж“ и „камфорово дърво“ – всяко едно от тези имена отговаря на даден вид. В други случаи популярните имена се различават от таксономичния вид: например с името „елен“ се означава семейство от 34 вида, включително благороден елен и уапити. Тези два вида са се считали за един вид, което показва че границите между видовете могат да бъдат променяни.

### Систематика на видовете
В идеалния случай, видовете имат официално научно име, но в практиката често много видове остават ненаименувани, тоест биват открити описани, но не им се дава научно има подчиняващо се на законите на бинарната номенклатура. Когато един вид се именува той се поставя в определен род (съществуващ вече или новосъздаден). От научна гледна точка това иде да покаже, че този нов вид е много по-близко свързан с другите видове от този род, отколкото с видове от други родове. Това също предполага и обща филогенеза на тези видове. Понятията вид и род са част от една по-голяма таксономична йерархична система. Най-често използваните и добре дефинирани таксономични рангове са: империя (надцарство), царство, тип в зоологията и отдел в ботаниката, клас, разред, семейство, род и накрая вид. Причисляването на определен вид към даден род не е абсолютно и окончателно. Често видовете се налага да сменят рода си или по-висша таксономична група, с по-точното установяване на филогенетичния им произход.
В научната номенклатура видовото име се състои от две части, (бинарна номенклатура), които са на латински, макар че се допуска използването на корени от всякакви езици, както и имена на географски обекти и хора. Първо се изписва родовото име с главна буква, следвано от второто (видово специфично) име с малка буква. Има известни разлики при употреба на второто име в терминологията на ботаническата и зоологичната номенклатура.
- В зоологичната номенклатура, втората част от името представлява специфично име или специфичен епитет. Например вълкът принадлежи към вида Canis lupus, койотът към Canis latrans, чакалът към Canis aureus и т.н., всички тези принадлежат към рода Canis (към когото се отнасят и много други видове). За вълка родовото име е Canis, втората част е пак специфично име lupus (вълк), което е съществително има, а не епитет (прилагателно име). Така цялото видово име на вълка е съставено от две съществителни: Canis lupus. В зоологичната номенклатура се допуска първото и второто име да съвпадат: Tinca tinca (лин), Bubo bubo (бухал) и други.
- В ботаническата номенклатура (възприета още и в микологията, алгологията и микробиологията), втората част от името може да бъде само специфичен епитет (прилагателно име). По този начин името винаги е комбинация от съществително и епитет, което не позволява съществуването на еднакви имена както в зоологията.

## Трудности произтичащи от концепцията за вид
Задачата за дефиниране на термина „вид“, така че той да е приложим за всички живи организми се оказва изненадващо трудна дори непосилна. Сред биолозите се използват над две дузини различни определения за вид.
Повечето учебници използват дефиницията на Ернст Майер за вид: „група от фактически или потенциално кръстосващи се популации, които са репродуктивно изолирани от други подобни групи“.
Тази дефиниция изключва някои необичайни и изкуствени кръстоски:
- Такива съществуващи само в плен или резултат от целенасочена човешка намеса.
- Животни физически и физиологично способни да се размножават, но поради някаква причина не го правят на свобода.

Горната дефиниция работи задоволително за повечето многоклетъчни организми, но има редица случаи, при които не се правя:
- Тя приложима само за организми, които се размножават полово. Така че, е неприложима за организми размножаващи се безполово, както и при тези размножаващи се чрез партеногенеза.
- Биолозите често не са сигурни дали две морфологично сходни групи организми са потенциално способни да се кръстосват.
- Има значителни вариации в степента на успех на хибридизацията при естествени условия.
- При кръговите видове, членове на близки популации се кръстосват успешно, но членове на някои по-отдалечени популации не са способни.

## Брой видове
Въпреки, усилията на учените и днес не малка част от видовете населяващи Земята все още не са открити и описани. Дадените по-долу данни за броя видове са актуални към 2007 г. и трябва да се разглеждат с голяма доза условност.
Общ брои на видовете (по оценка): 7 – 100 милиона (открити и не открити), в това число:
- Вероятно съществуващи:
  - 5 – 10 милиона бактерии;[4]
  - 74 000 – 120 000 фунги;[5]

Идентифицирани еукариотни видове:
- 1.6 милиона, включващи:
  - 297 326 растения:
    - 15 000 листнати мъхове,
    - 13 025 папрати,
    - 980 голосеменни,
    - 258 650 покритосеменни,
      - 199 350 двусемеделни,
      - 59 300 едносемеделни,

    - 9671 водорасли,

  - 28 849 фунги и други непринадлежащи към животни:
    - 10 000 лишеи,
    - 16 000 гъби,
    - 2849 кафяви водорасли,

  - 1 250 000 животни:
    - 1 203 375 безгръбначни:
      - 950 000 насекоми,
      - 81 000 мекотели,
      - 40 000 ракообразни,
      - 2175 корали,
      - 130 200 други;

    - 59 811 гръбначни:
      - 29 300 риби,
      - 6199 земноводни,
      - 8240 влечуги,
      - 9956 птици,
      - 5416 бозайници